# Hydroxytyrosol
Hydroxytyrosol of 3,4-dihydroxyfenylethanol is een polyfenol. De stof komt voor in olijven. Het is een biologisch actieve stof die antioxiderend, antimicrobieel en radicaalvangend is. Na galluszuur is het een van de krachtigste antioxiderende plantenstoffen. In zuivere vorm is het een kleurloze en reukloze vloeistof.
Hydroxytyrosol kan uit olijfbladeren, olijven of olijfpulp (na extractie van olijfolie) verkregen worden. Het komt ook voor in olijfolie zelf, onder de vorm van de ester oleuropeïne; dit is de ester van hydroxytyrosol met elenolzuur.  De hydrolyse van oleuropeïne tot hydroxytyrosol kan gebeuren door melkzuurbacteriën. Het gehalte aan hydroxytyrosol is veel hoger in olijven of olijfbladeren dan in olijfolie.
Hydroxytyrosol biedt therapeutische mogelijkheden voor de behandeling van chronische ziekten zoals cardiovasculaire aandoeningen en kanker. Het verhindert met name de samenklontering van bloedplaatjes. De antioxiderende activiteit van hydroxytyrosol zou bescherming kunnen bieden tegen DNA-beschadiging van cellen door genotoxische stoffen zoals orthofenylfenol en de daarmee samenhangende carcinomen.